# Augerans
Augerans és un municipi francès situat al departament del Jura i a la regió de Borgonya - Franc Comtat. L'any 2007 tenia 149 habitants.

## Demografia

### Població
El 2007 la població de fet d'Augerans era de 149 persones. Hi havia 72 famílies de les quals 20 eren unipersonals (8 homes vivint sols i 12 dones vivint soles), 32 parelles sense fills i 20 parelles amb fills.
La població ha evolucionat segons el següent gràfic:
Habitants censats

### Habitatges
El 2007 hi havia 83 habitatges, 70 eren l'habitatge principal de la família, 7 eren segones residències i 6 estaven desocupats. 66 eren cases i 16 eren apartaments. Dels 70 habitatges principals, 67 estaven ocupats pels seus propietaris i 3 estaven llogats i ocupats pels llogaters; 1 tenia una cambra, 5 en tenien dues, 10 en tenien tres, 20 en tenien quatre i 34 en tenien cinc o més. 60 habitatges disposaven pel capbaix d'una plaça de pàrquing. A 25 habitatges hi havia un automòbil i a 42 n'hi havia dos o més.

### Piràmide de població
La piràmide de població per edats i sexe el 2009 era:
| Homes | Edats   | Dones |
| ----- | ------- | ----- |
| 0     | 95 o +  | 0     |
| 0     | 90 a 94 | 4     |
| 0     | 85 a 89 | 4     |
| 0     | 80 a 84 | 8     |
| 4     | 75 a 79 | 0     |
| 4     | 70 a 74 | 0     |
| 8     | 65 a 69 | 4     |
| 0     | 60 a 64 | 4     |
| 0     | 55 a 59 | 4     |
| 8     | 50 a 54 | 0     |
| 4     | 45 a 49 | 12    |
| 8     | 40 a 44 | 8     |
| 16    | 35 a 39 | 0     |
| 4     | 30 a 34 | 12    |
| 0     | 25 a 29 | 0     |
| 0     | 20 a 24 | 4     |
| 12    | 15 a 19 | 0     |
| 8     | 10 a 14 | 0     |
| 8     | 5 a 9   | 12    |
| 4     | 0 a 4   | 0     |

## Economia
El 2007 la població en edat de treballar era de 103 persones, 79 eren actives i 24 eren inactives. De les 79 persones actives 76 estaven ocupades (39 homes i 37 dones) i 3 estaven aturades (3 dones i 3 dones). De les 24 persones inactives 14 estaven jubilades, 5 estaven estudiant i 5 estaven classificades com a «altres inactius».

### Ingressos
El 2009 a Augerans hi havia 64 unitats fiscals que integraven 150 persones, la mediana anual d'ingressos fiscals per persona era de 20.580 €.

### Activitats econòmiques
Dels 5 establiments que hi havia el 2007, 2 eren d'empreses de construcció, 1 d'una empresa de comerç i reparació d'automòbils, 1 d'una empresa financera i 1 d'una empresa de serveis.
Els 2 serveis als particulars que hi havia el 2009 eren guixaires pintors.
L'any 2000 a Augerans hi havia 3 explotacions agrícoles.

## Equipaments sanitaris i escolars
El 2009 hi havia una escola elemental integrada dins d'un grup escolar amb les comunes properes formant una escola dispersa.

## Poblacions més properes
El següent diagrama mostra les poblacions més properes.